# Rusovce
Rusovce (węg. Oroszvár, niem. Karlburg, chor. Rosvar) – dzielnica Bratysławy położona na prawym brzegu Dunaju, w 1947 roku przyłączona do ówczesnej Czechosłowacji.
Na terenie Rusovec w okresie rzymskim znajdował się obóz wojskowy Imperium Rzymskiego o nazwie Gerulata – część limesu wzdłuż Dunaju. Istniał do przełomu IV i V wieku n.e., kiedy to legiony rzymskie wycofały się z Panonii. Pierwsza wzmianka o wsi pochodzi z XIII wieku. W przeciągu wieków kilkukrotnie zmieniała się nazwa wsi: 1258 – Vruzwar, 1401 – Orozwar, 1423 – Karolburg, 1449 – Kerhenburg lub Orozwar. Później ustaliły się nazwy Oroszvár, Karlburg i Rosvar. Nazwa pochodzi od średniowiecznego zamku, który istniał od XIII wieku w miejscu dawnej Gerulaty.
Po rozpadzie Austro-Węgier Rusovce pozostały na Węgrzech jako część komitatu Moson (niem. Wieselburg). Były zamieszkane przez Niemców (ok. 70%), Węgrów (24%) i Chorwatów, Słowaków zaś tutaj praktycznie nie było. Ludność węgierska mieszka w Rusovcach do dziś – w 2011 liczyła 11,9%, natomiast w wyniku wojennej ewakuacji i powojennych wysiedleń liczba Niemców spadła poniżej 1 procenta. W 1925 Rusovce włączono do nowo utworzonego komitatu Győr-Moson-Pozsony, a w latach 1945–1947 leżały w komitacie Győr-Moson.
W paryskim traktacie pokojowym z 1947 postanowiono przyłączyć do Czechosłowacji trzy wsie, leżące na południe od Bratysławy – Rusovce, Jarovce oraz Čunovo (miało to być „odszkodowanie” za zajęcie przez Węgry terytorium Słowacji przed II wojną światową; drugim powodem była chęć odsunięcia granicy z Węgrami od Bratysławy; zob. przyczółek bratysławski). Od 1 stycznia 1972 zostały włączone w granice administracyjne Bratysławy – obecnie znajdują się w powiecie Bratysława V. Jest to jedna z najmłodszych dzielnic Bratysławy, która swym charakterem przypomina niewielkie miasteczko.

## Zabytki

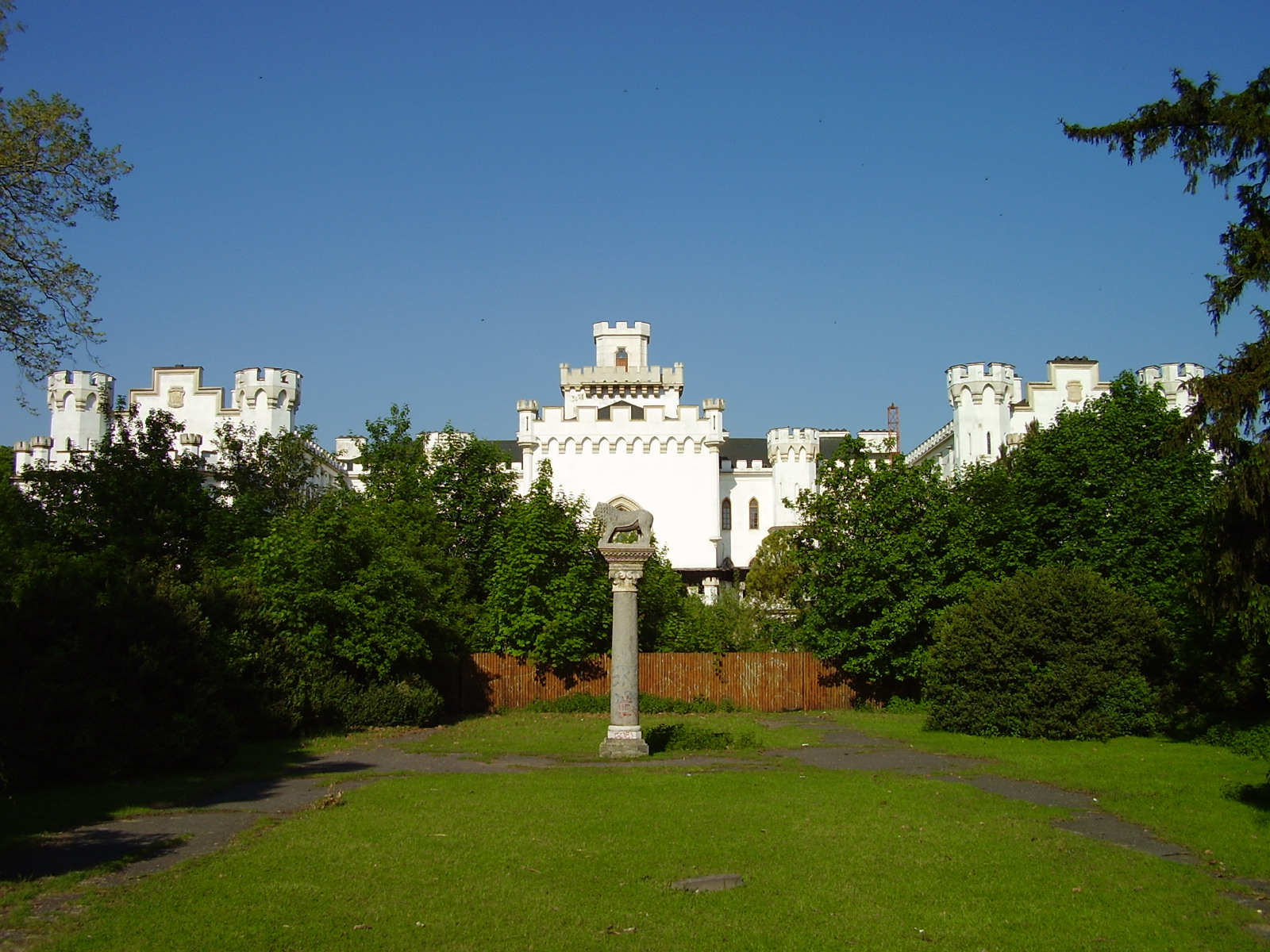
Pałac w Rusovcach

W XIX wieku wybudowano w Rusovcach pałac w stylu „windsorskim” (neogotyckim) z okazałym parkiem angielskim, który dzisiaj, obok ruin obozu rzymskiego, jest największą atrakcją dzielnicy. Pałac należał do rodziny Zichy, a ostatnią mieszkanką (do 1945) była księżniczka Stefania, wdowa po arcyksięciu Rudolfie, tragicznie zmarłym następcy austriackiego tronu.
W Rusovcach jest jeszcze kościół św. Marii Magdaleny z 1668, mniejszy kościół ewangelicki oraz kapliczka św. Wita z XVI wieku.